# Sakata

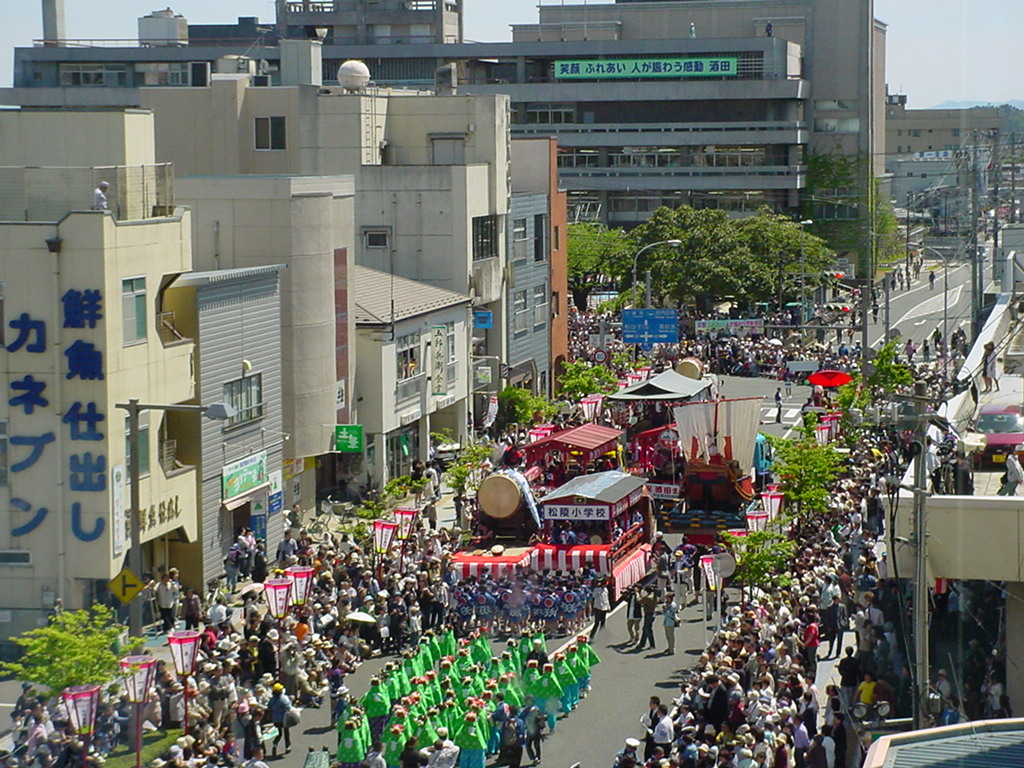
Sakata Festival, das jährlich im Mai stattfindet

Sakata (japanisch 酒田市, -shi) ist eine Küstenstadt in der Präfektur Yamagata im Nordwesten von Honshū, der Hauptinsel von Japan.

## Geographie
Sakata liegt südlich von Akita und nördlich von Tsuruoka am Japanischen Meer. Die Stadt liegt an der Mündung des Flusses Mogami ins Japanische Meer.

## Geschichte
Sakata entwickelte sich in den 1700er Jahren als Hafenstadt für die Verschiffung von Reis und arbeitet immer noch als Verteilungszentrum. Zur Wirtschaft gehören Firmen der Lebensmittelverarbeitung und der chemischen Industrie. Auf dem heutigen Stadtgebiet ereignete sich das Shōnai-Erdbeben 1894.
Bei der Reorganisation des japanischen Gemeindewesens wurde Sakata als Kleinstadt (machi) im Landkreis Akumi eingestuft. Am 1. April 1933 erfolgte die Ernennung zur kreisfreien Stadt (shi). Die hier beschriebene Ausdehnung erreichte Sakata-shi im Zuge der Großen Heisei-Gebietsreform durch eine Fusion mit formaler Neugründung (shinsetsu gappei) 2005.

## Verkehr
- Straße:
  - Yamagata-Autobahn

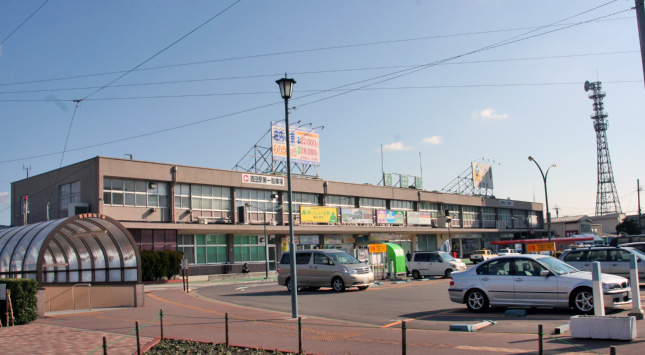
Bahnhof Sakata

  - Nationalstraße 7: nach Aomori und Niigata
  - Nationalstraße 47: nach Sendai
  - Nationalstraßen 112, 344, 345
- Zug:
  - JR Uetsu-Hauptlinie: nach Niigata und Akita

Der Hafen von Sakata spielt eine wichtige Rolle für den Handel der gesamten Region.

## Wirtschaft
In der Umgebung von Sakata gibt es zwar ausgedehnte Reisfelder, da das Klima in der Gegend aber relativ mild und nicht sehr niederschlagsreich ist, dominiert daher Getreide die landwirtschaftliche Produktion.

## Städtepartnerschaften
- Schelesnogorsk-Ilimski (Russland, seit 1979)
- Tangshan (China)

## Söhne und Töchter der Stadt
- Abe Jirō (1883–1959), japanischer Philosoph
- Ken Domon (1909–1990), Fotograf
- Munehisa Homma (1724–1803), Reishändler
- Kumiko Ikeda (* 1981), Weitspringerin
- Ito Kohei (* 1988), Fußballspieler

## Weblinks

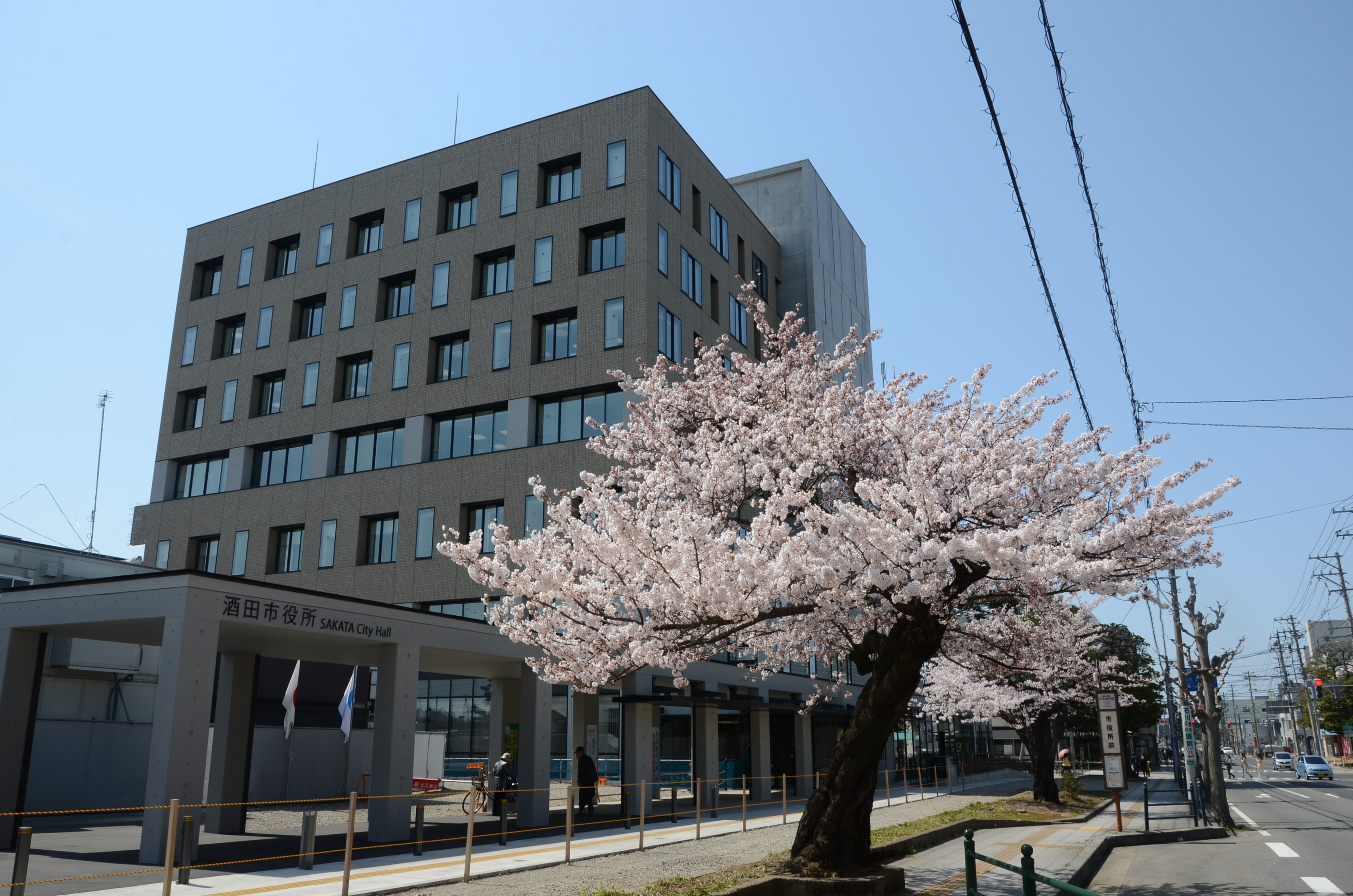
Rathaus

## Angrenzende Städte und Gemeinden
- Tsuruoka
- Yurihonjō